# 巴伦蒂·马萨纳
巴伦蒂·马萨纳（西班牙語：Valentí Massana，1970年7月5日—），西班牙男子田径运动员。他曾代表西班牙参加1992年、1996年和2000年夏季奥林匹克运动会田径比赛，其中1996年奥运会获得一枚铜牌。